# Argusianus argus
El argos real, también llamado argos gigante (Argusianus argus), es una especie de ave galliforme de la familia Phasianidae.

## Taxonomía
Carlos Linneo le dio al argos real su nombre específico (del cual se derivan su nombre común y el nombre del género) debido a los intrincados patrones en forma de ojos en su alas, en referencia a Argos Panoptes, un gigante de cien ojos en la mitología griega, que servía como pastor y guardián de la ternera Ío. Hay dos subespecies reconocidas: Nominada A. a. argus de la península malaya y Sumatra, y A. a. grayi de Borneo. William Beebe consideró que las dos razas eran especies distintas, pero desde entonces se han agrupado.[cita requerida]

## Características

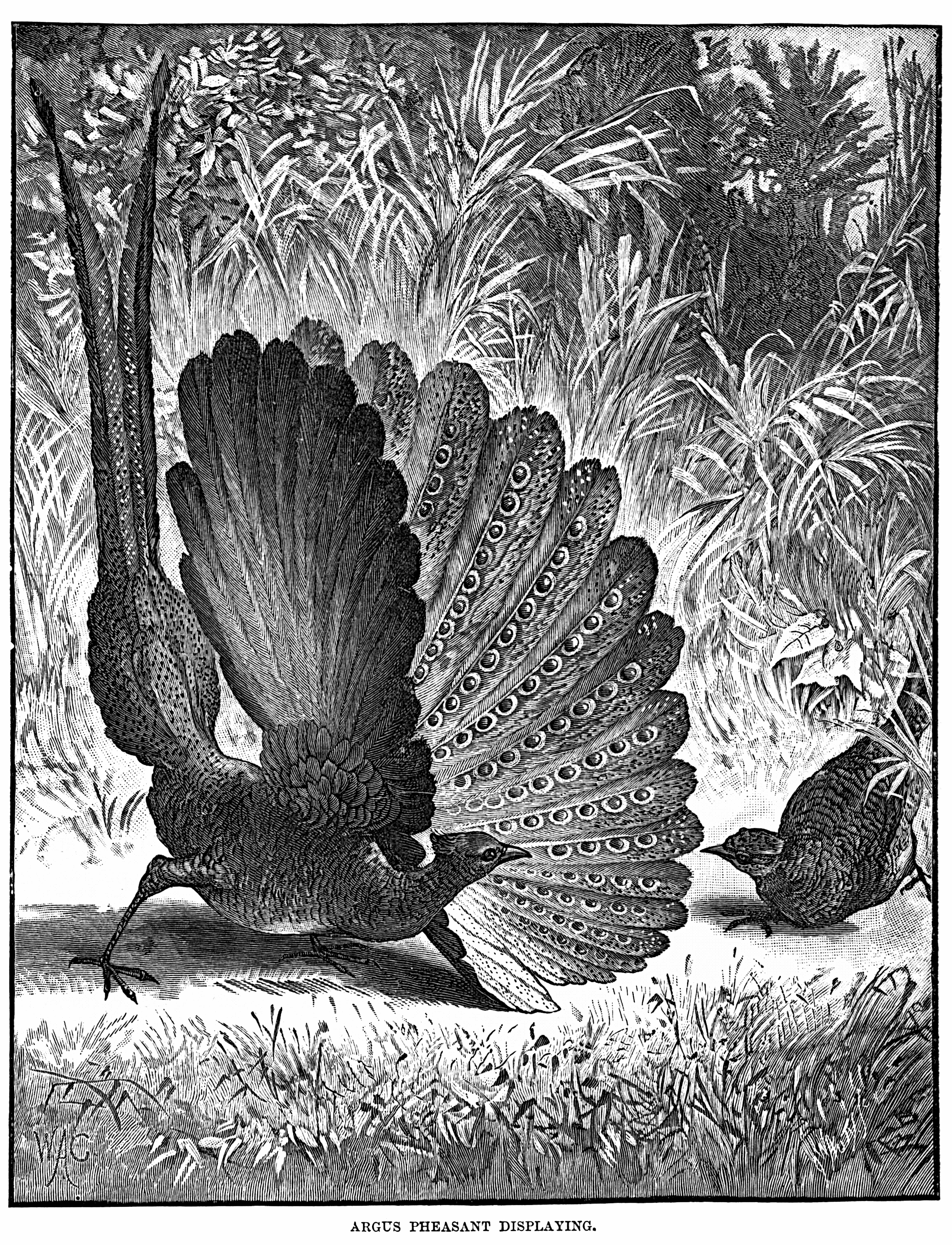
El cortejo del argos real.

El argos real es marrón, la cabeza y el cuello son azules, la parte superior del pecho es roja, la corona y la nuca de la pluma son negras y las patas son rojas. El macho es el más grande de todas las especies en Phasianidae, hasta 2 metros de largo. Las plumas de la cola son muy largas. Lo más especial de los gallos son las plumas voladoras secundarias grandes, anchas y largas, que están decoradas con grandes ojos. Las hembras son más pequeñas y de color más oscuro, tienen plumas de la cola más cortas y tienen decoraciones más pequeñas en forma de ojos. Los polluelos machos tendrán plumas adultas a los 3 años.

## Distribución y hábitat
El argos real es nativo de las selvas de Borneo, Sumatra y la Península de Malaca en sudeste de Asia.

## Subespecies
Se conocen dos subespecies de Argusianus argus:
- Argusianus argus argus - península de Malaca y Sumatra
- Argusianus argus grayi - Borneo

## Amenazas y conservación
Debido a la continua pérdida de hábitat, el contrabando ilegal para su venta como aves de compañía y la caza furtiva en algunas áreas, el argos real está catalogado como especie vulnerable en la Lista Roja de la UICN. Está incluido en el Apéndice II de CITES. 